# 棒狀短脊鱂
棒狀短脊鱂為輻鰭魚綱鯉齒目鯉齒亞目花鳉科的其中一種，分布於中美洲哥斯大黎加的淡水流域，體長可達6公分，棲息在溪流河川表層水域，屬肉食性，生活習性不明。